# Actinodaphne cuspidata
Actinodaphne cuspidata är en lagerväxtart som beskrevs av James Sykes Gamble. Actinodaphne cuspidata ingår i släktet Actinodaphne och familjen lagerväxter. Inga underarter finns listade i Catalogue of Life.